# Порша де Роси
Порша Ли Џејмс Деџенерес (енгл. Portia Lee James DeGeneres), рођена као Аманда Ли Роџерс (енгл. Amanda Lee Rogers) 31. јануара 1973. године, у Хоршаму, а позната као Порша де Роси (енгл. Portia de Rossi), аустралијско-америчка је глумица, манекенка и филантропкиња. Најпознатија је по својој улози Нели Потер у ТВ серији Али Мекбил.